# Caractère d'un groupe fini
En mathématiques, un caractère d'un groupe fini est une notion associée à la théorie des groupes.
Un caractère d'un groupe fini G est un morphisme de groupes de G dans le groupe multiplicatif ℂ* des nombres complexes non nuls.
Ce concept permet de définir le groupe dual de G, composé de l'ensemble des caractères de G. Il est à la base de l'analyse harmonique sur les groupes abéliens finis.
Cette notion correspond à un cas particulier de caractère d'une représentation d'un groupe fini.

## Définitions et premières propriétés

### Définitions
Dans tout l'article, G désigne un groupe fini d'ordre g, ℂ le corps des nombres complexes, ℂ* le groupe multiplicatif des nombres complexes non nuls et Ug le sous-groupe des g racines g-ièmes de l'unité. Le groupe G est noté multiplicativement et l'inverse d'un élément s de G est noté s−1. Le conjugué d'un nombre complexe z est noté z.
- Un  caractère de G est un morphisme de groupes de G dans ℂ*.

Un caractère correspond donc à un cas particulier de représentation d'un groupe fini : c'est le caractère d'une représentation complexe de degré 1 de ce groupe.
- L'ensemble des caractères de G est appelé groupe dual de G et est généralement noté Ĝ.

Sa structure de groupe sera élucidée au paragraphe suivant.

### Propriétés
- Tout caractère de G prend ses valeurs dans le sous-groupe Ug des racines g-ièmes de l'unité.

En effet, un « théorème de Lagrange » indique que si s est un élément de G, alors sg = 1 ; on en déduit que l'image de s par un caractère est une racine g-ième de l'unité.
- Un caractère χ vérifie :

Ceci se déduit de la propriété précédente, ou des propriétés de tout caractère d'un groupe compact.
- La multiplication confère au dual de G une structure de groupe abélien fini.

En effet, le dual de G est un cas particulier d'ensemble de morphismes de G dans un groupe abélien H (avec ici H = Ug). Or un tel ensemble est toujours un groupe abélien, comme sous-groupe du groupe abélien produit HG (constitué des applications de G dans H et muni de la multiplication par valeurs dans H). De plus, si G et H sont finis alors HG aussi.

### Exemples
- Considérons le cas où G est le groupe symétrique d'indice n. L'application signature est un caractère à valeurs dans U2 = {–1, 1}.
- Le dual d'un groupe cyclique d'ordre g est isomorphe au groupe Ug (lui aussi cyclique d'ordre g). En effet, si x est un générateur de G, le morphisme canonique d'évaluation en x, de Ĝ dans Ug, qui à tout caractère χ associe le complexe χ(x), est bijectif (cette bijectivité se démontre exactement comme dans l'étude des endomorphismes d'un groupe cyclique).

## Cas commutatif

### Dual
- Le dual d'un groupe abélien fini G est isomorphe à G.

Ce résultat se déduit du cas cyclique à l'aide du théorème de Kronecker, selon lequel un groupe abélien fini est un produit fini de groupes cycliques, et de la propriété universelle d'un tel produit :
Soient (Gi) une famille de groupes et H un groupe abélien. Le groupe des morphismes de ∑ Gi dans H est canoniquement isomorphe au produit des groupes Hom(Gi,H).

### Bidual
De manière analogue aux espaces vectoriels de dimension finie, l'isomorphisme entre un groupe abélien fini G et son dual n'est pas canonique, mais il existe un isomorphisme canonique entre G et son bidual (c'est-à-dire le dual de son dual).
- Le morphisme injectif canonique {\displaystyle \varphi } de G dans son bidual, défini par l'égalité suivante, est un isomorphisme si G est un groupe abélien fini {\displaystyle \forall s\in G\quad \forall \chi \in {\widehat {G}}\quad \varphi (s)(\chi )=\chi (s).}

En effet, G et son bidual ont alors même ordre.

### Analyse harmonique sur un groupe abélien fini
Dans le cadre d'un groupe abélien fini, il est possible de définir la transformée de Fourier et le produit de convolution. La théorie de l'analyse harmonique sur un groupe abélien fini est analogue à celle du corps des réels. On démontre l'égalité de Parseval, le théorème de Plancherel, la dualité de Pontryagin et la formule sommatoire de Poisson.

## Algèbre du groupe

### L'espace hermitien ℂG
Le dual de G est inclus dans l'espace vectoriel ℂG des applications de G dans ℂ. Cet espace est muni d'un produit hermitien < | > défini par la formule suivante :
- Le groupe dual de G est une famille orthonormée.
- Si G est abélien, le groupe dual de G est une base de ℂG.

Ces deux propositions correspondent à des cas particuliers de la théorie des représentations d'un groupe fini, ou plus généralement d'un groupe compact ; elles se démontrent simplement dans le cas présent :
(Si G n'est pas abélien, le dual de G, qui s'identifie canoniquement au dual de l'abélianisé Gab, est seulement une base du sous-espace – isomorphe à ℂGab – constitué des applications de G dans ℂ qui se factorisent par Gab : les fonctions centrales.)

### L'algèbre ℂ[G]
- Dans l'algèbre complexe ℂ[G] du groupe fini, constituée de l'espace ℂG muni du produit de convolution, le centre est constitué des fonctions centrales donc il contient le dual de G.
- On peut par ailleurs remarquer que l'espace vectoriel ℂG s'identifie naturellement à son dual : toute application de G dans ℂ se prolonge de manière unique en une forme linéaire sur ℂG. Dans cette identification, les caractères de G correspondent aux caractères de l'algèbre involutive ℂ[G], c'est-à-dire aux morphismes non nuls de ℂ[G] dans ℂ.

### Ouvrages
- Michel Demazure, Cours d'algèbre : primalité, divisibilité, codes [détail des éditions]
- Jean-Pierre Serre, Cours d'arithmétique, 1970 [détail des éditions]
- André Warusfel, Structures algébriques finies, Hachette, 1971
- Gabriel Peyré, L'algèbre discrète de la transformée de Fourier, Ellipses, 2004